# The County Chairman (film 1914)
The County Chairman è un film muto del 1914 diretto da Allan Dwan (non accreditato) che firma la sceneggiatura, tratta da un lavoro teatrale di George Ade.
Nel 1935, ne venne girato un remake dallo stesso titolo, diretto da John G. Blystone.

## Produzione
Il film fu prodotto dalla Famous Players Film Company.

## Distribuzione
Distribuito dalla Paramount Pictures, il film uscì nelle sale cinematografiche USA il 19 ottobre 1914.